# Caesars
Caesars – szwedzka grupa grająca alternatywny rock. Początkowo zespół był znany jako Caesars Palace, w pozostałych krajach skandynawskich grał również pod nazwą Twelve Caesars. W innych krajach grupa używa nazwy Caesars.
Poza Szwecją, są powszechnie znani dzięki piosence Jerk It Out, która została użyta w reklamie iPoda firmy Apple a także w grach komputerowych SSX 3 oraz FIFA Football 2004. Za płytę "Love For The Streets" grupa była nominowana do szwedzkiej nagrody Grammis (2002) w kategoriach "Najlepszy Album" i "Najlepsza Grupa".

## Członkowie grupy
- Joakim Åhlund – gitara, wokal
- César Vidal – gitara, wokal
- David Lindquist – bas
- Jens Örjenheim – perkusja (1998-2000)
- Nino Keller – perkusja (2000-)

## Dyskografia

### Albumy
- Rock De Puta Mierda 7-spårs CDEP (Dolores), wydany 1996
- Youth Is Wasted on the Young (jako The Twelve Caesars), wydany 8 grudnia 1998
- Cherry Kicks (jako Caesars Palace), wydany 2000 (nagrodzone w Szwecji)
- Love for the Streets (jako Caesars Palace), wydany 2002 (nagrodzone w Szwecji)
- 39 Minutes of Bliss (In An Otherwise Meaningless World), wydany 22 kwietnia 2003
- Paper Tigers, wydany 26 kwietnia 2005
- Strawberry Weed, wydany 5 marca 2008

### Single
- "Shake It" 7" (Dolores), wydany 1995. Na płycie znajdowały się trzy utwory: "Shake it"; "Odd job" oraz "Born cool"
- "Sort it out", wydany 1998
- "Kick You Out", wydany 1998
- "Fun 'n' games", wydany 2000
- "From the bughouse", wydany 2000
- "Crackin' up", wydany 2000
- "Over 'fore it started", wydany 2002
- "Candy kane", wydany 2002
- "Jerk It Out", wydany 7 kwietnia 2003
- "We got to leave", wydany 2005
- "It's not fall that hurts", wydany 2005
- "Jerk It Out", wydany 18 kwietnia 2005
  - Ten singel został użyty w reklamie iPoda firmy Apple, sitcomie brytyjskim "Teachers", w grach komputerowych FIFA Football 2004, SSX 3 i LMA Manager 2005, a także w parodii reklamówki iPoda Weebl and bob